# The Walking Dead: Songs of Survival Vol. 2
The Walking Dead: Songs of Survival Vol. 2 — саундтрек американского постапокалиптического телесериала «Ходячие мертвецы», выпущенный 25 марта 2014 года, на лейбле Republic Records.

## Об альбоме
Альбом содержит пять композиций длительностью 17 минут и является саундтреком для третьего и четвертого сезона сериала. Релиз исполняли разные исполнители, такие как Lee DeWyze, А. С. Ньюман, Шэрон Кэтрин Ван Эттен, Бен Николс и американская инди-рок группа Portugal. The Man.

## Отзывы
Хизер Фарез, рецензент издания AllMusic считает, что музыка стала более «авантюрной» и «привлекательной», по сравнению с первым саундтреком для сериала. Трек «This Old Death» рецензент называет «мрачным», а «Blackbird song» акустическим роком, «который определил большую часть музыки Ходячих Мертвецов, придав ей более изящный и навязчивый оттенок». По мнению критика композиция «Be Not So Fearful» «позволяет заглянуть в надежду и искупление». «Они представляют собой масштабную драму, которая добавляет простора более интимным песням здесь» — пишет Хизер про песни «Heavy Games» и «Serpents (Basement)».

## Список композиций
Адаптировано под Apple Music.
| №                   | Название              | Исполнитель            | Длительность |
| ------------------- | --------------------- | ---------------------- | ------------ |
| 1.                  | «Heavy Games»         | Portugal. The Man      | 3:18         |
| 2.                  | «Serpents (Basement)» | Шэрон Кэтрин Ван Эттен | 4:08         |
| 3.                  | «Blackbird song»      | Lee DeWyze             | 4:14         |
| 4.                  | «Be Not So Fearful»   | А. С. Ньюман           | 2:18         |
| 5.                  | «This Old Death»      | Бен Николс             | 3:23         |
| Общая длительность: | Общая длительность:   | Общая длительность:    | 17:31        |